# Ostrołęka
Ostrołęka és una ciutat del nord-est de Polònia, al voivodat de Masòvia, ubicada sobre el riu Narew. Té una població de 53.572 habitants segons el cens del 2011.

## Història
Ostrołęka guanyà els drets civils el 1373. El 26 de maig de 1831 hi tingué lloc la Batalla d'Ostrołęka, un important conflicte en el marc de la Revolta de novembre.

## Fills Il·lustres
- Mijail Subbotin (1893-1966), astrònom i matemàtic